# Anne Hartkamp
Anne Hartkamp (* 1964) ist eine deutsche (Jazz-)Sängerin, Liedtexterin und Komponistin, die zeitweise auch als Magnolia auftrat.

## Leben und Wirken
Hartkamp, die zwischen Essen und Düsseldorf aufwuchs, studierte zunächst klassischen Gesang in Wien, um zu einem Studium der Germanistik und Musikwissenschaften an der Universität Bonn zu wechseln. Dort näherte sie sich autodidaktisch dem Jazz und studierte dann an der Amsterdamer Hogeschool voor de kunsten Jazzgesang bei Deborah Brown, Humphrey Campbell und Erik van Lier. Nach dem Studium zog sie nach Köln. Anfang der 1990er Jahre war sie Mitgründerin des A-cappella-Quartetts Harem 4, mit der sie zahlreiche Konzerte im In- und Ausland gab. Unter dem Pseudonym Magnolia gab sie daneben Solokonzerte und arbeitete zwischen 1997 und 2003 mit Gunter Hampel, aber gelegentlich auch mit Marion Brown und Perry Robinson.
Nach der Auflösung von Harem 4 2001 konzentrierte sie sich auf deutschsprachige Songs (mit eigenen Texten) und gründete die Band hartkamp, mit der sie zwei Alben vorlegte. In diesem Rahmen hat sie 2007 der Landesmusikrat NRW in seine Komponistinnenförderung aufgenommen.
Mit ihrem Quintett beschäftigte sie sich auch mit Jazzstandards. Seit 2005 spielte Hartkamp im Duo Magnolia mit dem Gitarristen Philipp van Endert, mit dem sie nach den Alben „Humpty's Amazing Boogie Pencil“ (2006) und „Wait a Second“ (2012) 2025 das Album „Embrace“ herausbrachte. Im Duo mit Thomas Rückert erschloss sie sich das Werk des Pianisten Bill Evans. Weiterhin arbeitete sie mit der WDR Big Band Köln, Thomas Heberer, Lajos Dudas, Axel Dörner, Michael Wollny, Nils Wogram oder Bernd Kaftan.
Hartkamp unterrichtet Jazzgesang an der Hochschule Osnabrück.

## Diskographische Hinweise
- Gunter Hampel Next Generation Köln Concert Part 1 bzw. 2 (birth records 1997, mit Christian Weidner, Christian Jaroslawski, Gerrit Juhnke, Clemens Orth, Shaun Vargas,  N.O.R.E., Nuclear B., Smudo, Sprite)
- glücklich (Jaro Medien 2005, mit Bernd Kaftan, André Nendza und Fritz Wittek)
- momentum (Jazzsick 2010, mit Claudius Valk, Thomas Rückert, André Nendza, Oliver Rehmann)
- Anne Hartkamp & Thomas Rückert Dear Bill (jazzsick 2013, mit John Goldsby)[5]
- Songs & Dances (Double Moon Records 2016, mit Thomas Rückert, André Nendza, Oliver Rehmann)